# Sepporivier
Sepporivier (Zweeds: Seppojohka) is een rivier die stroomt in de Zweedse  gemeente Kiruna. De rivier ontvangt haar water op de noordwestelijke helling van de Durkkeberg. Ze stroomt naar het noordoosten weg en geeft haar water na 5 kilometer af aan de Rautasrivier.
Afwatering: Sepporivier → Rautasrivier → Torne → Botnische Golf